# 醇亲王府
醇亲王府是大清醇亲王的府邸，位于今北京市西城区后海北沿44号。
醇亲王府原在今复兴门南的原太平湖旧址，也称“南府”、“太平湖醇亲王府”。因光绪帝出生于此，故成为“潜龙邸”。
光绪帝登基后，清廷遂在后海给醇亲王建造一个新的醇亲王府，也称“北府”、“后海醇亲王府”。1908年，醇亲王载沣之子溥仪继承大统后，此处醇亲王府亦成为“潜龙邸”。
随后清廷为此建造第三座醇亲王府，即监国摄政王府。

## 历史
醇亲王府北府原为清朝初年大学士明珠的府第。由于醇亲王府南府成为“潜龙邸”，按照清朝成例，皇帝入宫后，该府不能再由家人居住。在光绪帝继承大统后，慈禧太后便将后海北岸的一座贝子府赏给光绪帝的父亲醇亲王奕譞，并拨16万两银子进行修葺。清朝末年，北府成为奕譞和摄政王载沣的府第，溥仪就出生在醇亲王府北府。由于溥仪继承大统，载沣出任摄政王。清廷依《摄政王礼节总目》，在今中南海中海西北兴建监国摄政王府。1911年辛亥革命爆发，1912年，溥仪退位，清朝灭亡。监国摄政王府仍未完工，载沣也因此未能迁居。

## 建筑结构
北府现存建筑主要有府邸、花园、马号。府邸在中间，位于北京市西城区后海北沿44号；花园在西侧，位于后海北沿46号；马号在东侧，位于后海北沿43号。
其中府邸自中华人民共和国成立后一直由中华人民共和国卫生部使用到1999年7月12日，卫生部迁往位于西直门外的新办公大楼。
2003年，北府中路主体建筑修缮完成。此次修缮的为中路五套院，包括府门、宫门、银安殿、小宫门、神殿、遗念殿等等，醇亲王府北府此次修缮工程仅用近半年时间。
府邸随即成为国家宗教事务局办公地点，宫门成为外宾接待大厅，银安殿成为会议大厅。2006年，醇亲王北府的府邸成为全国重点文物保护单位。

### 花园
花园今为中华人民共和国名誉主席宋庆龄同志故居，在1982年成为全国重点文物保护单位。
2000年，醇亲王府花园及其东路建筑修复。

### 马号
马号位于什刹海后海北沿43号，坐北朝南，西临北府，分为东、西两个院落。东院现已仅剩北房；西院现存北房、南房、西房，院内仍留有石马槽。
马号现为北京市第二聋人学校使用，于1989年成为西城区文物保护单位。